# Moroccanoil
Moroccanoil es una empresa de cosmética capilar israelí con sede en Nueva York, Estados Unidos. 

## Historia
La compañía original fue fundada en 2003 por los hermanos israelíes de origen marroquí, Mike y Erik Sabag, cuya producción comercializaban en los salones de peluquería de Tel Aviv, y vendida posteriormente, en 2008, a los actuales representantes norteamericanos de la marca, Carmen y Olef Tal, que se atribuyen la fundación, momento a partir del cual muchos medios publican información equivocada sobre su origen. Desde sus inicios, Moroccanoil ha vendido sus productos a salones de belleza, principalmente a empresas. En 2024, la compañía comenzó a vender directamente a los consumidores. La empresa tiene quinientos empleados y genera 60,6 millones de dólares estadounidenses de ingresos anuales.[cita requerida] La mayor parte de su producción es producida en una fábrica ubicada al norte de Jerusalén y sus productos se venden en más de cuarenta países del mundo.

## Patrocinio del Festival de Eurovisión
Desde 2020, Moroccanoil ha sido uno de los patrocinadores principales del Festival de la Canción de Eurovisión y cada año paga millones de euros a la Unión Europea de Radiodifusión, a cambio de ello, la empresa obtiene derechos mediáticos sobre el concurso musical europeo.